# Liomer
Liomer – miejscowość i gmina we Francji, w regionie Hauts-de-France, w departamencie Somma.
Według danych na rok 1990 gminę zamieszkiwało 360 osób, a gęstość zaludnienia wynosiła 93 osoby/km² (wśród 2293 gmin Pikardii Liomer plasuje się na 642. miejscu pod względem liczby ludności, natomiast pod względem powierzchni na miejscu 980.).